# Polytrichum commune
Polytrichum commune é uma espécie de musgo pertencente à família Polytrichaceae da classe Polytrichopsida. A espécie é um dos briófitos mais longos, com cauloides erectos que frequentemente excedem os 30 cm de comprimento, raramente ultrapassado os 70 cm, sendo contudo mais frequentes alturas entre os 5 e os 10 cm. Com distribuição natural alargada nas regiões temperadas e frias de ambos os hemisférios, ocorre nas regiões temperadas e boreais do Hemisfério Norte, mas está presente nas regiões montanhosas do México, em várias ilhas do Pacífico, incluindo a Nova Zelândia, e na Austrália. Prefere habitats de elevada humidade e chuvas abundantes, nomeadamente pântanos, urzais húmidos e ao longo de margens florestadas de cursos de água.

## Variedades
- Polytrichum  commune var. commune
- Polytrichum  commune var. jensenii
- Polytrichum  commune var. perigoniale